# Expurse of Sodomy
Albums de Sodom
Obsessed by Cruelty
(1986) Persecution Mania
(1987)
Expurse of Sodomy est un EP du groupe de thrash metal allemand Sodom.
Les chansons de cet EP ont été ajoutées sur la réédition de Persecution Mania.

## Liste des titres
Toutes les chansons sont écrites et composées par Sodom.
| No | Titre         | Durée |
| -- | ------------- | ----- |
| 1. | Sodomy & Lust | 5:10  |
| 2. | The Conqueror | 3:38  |
| 3. | My Atonement  | 6:02  |

## Composition du groupe
- Tom Angelripper - Chant, Basse
- Frank Blackfire - Guitare
- Chris Witchhunter - Batterie